# Hydroporus transgrediens
Hydroporus transgrediens är en skalbaggsart som beskrevs av Gschwendtner 1923. Hydroporus transgrediens ingår i släktet Hydroporus och familjen dykare. Inga underarter finns listade i Catalogue of Life.